# Ян Мі
Ян Мі (англ. Yang Mi, спрощ.: 杨幂) — китайська акторка та співачка, яка дебютувала в історичному телесеріалі «Tang Ming Huang», а пізніше отримала визнання за головні ролі в різних телесеріалах, таких як Wang Zhaojuz (2007), Chinese Paladin 3 (2009), Palace 1 (2011), Beijing Love Story (2012), «Мечі легенд»(2014), Тлумач (2016), «Вічна любов» (2017) і «Легенда про Фуяо»(2018); а також фільми «Таємничий острів» (2011), «Крихітні часи»(2013—2015), «Свідок»(2015). У 2017 році вона отримала нагороду за найкращу жіночу роль на Х'юстонському міжнародному фестивалі WorldFest за роль у фільмі «Перезавантаження»(2017).

## Раннє життя
Ян Мі народилася в районі Сюаньу, Пекін, у родині поліцейського та домогосподарки. Їй дали ім'я «幂» (піднесення до степеня), оскільки її батьки мають однакове прізвище Ян. Вона закінчила нині неіснуючу Пекінську експериментальну початкову школу Сюаньву. Ян також є випускником Інституту перформансу Пекінської кіноакадемії.

## Кар'єра

### Початки
У 1990 році, у віці чотирьох років, Ян дебютувала в історичному телесеріалі " Тан Мін Хуан ", режисер Чень Цзяліня. Там вона зіграла роль юної принцеси Сяннін. Вона також зіграла другорядну роль дочки Жебрака Со у фільмі « Король жебраків» (1992), де головну роль зіграв Стівен Чоу. Через два роки вона знялася в телесеріалі Hou Wa, де її гра справила глибоке враження на продюсера.
У 2001 році Ян відновила свою кар'єру в бізнесі розваг, працюючи в якості рекламної моделі. У 2002 році Ян підписав контракт з агентством Лі Шаохонга Rosat Entertainment. У 2003 році Ян отримала свій перший сценарій і офіційно дебютувала в ролі акторки в «Історії дворянської родини».

### 2006—2010: Зростання популярності
Наприкінці 2000-х років Ян почала завойовувати велику увагу та популярність завдяки ролям Не Сяоцянь у легендарній драмі «Дивні історії Ляочжая» (2005) та Го Сян у драмі «Уся» «Повернення героїв Кондора» (2006), У 2007 році Ян зіграв головну роль Ван Чжаоцзюня в однойменному телесеріалі, який транслювався на CCTV. Вона отримала позитивні відгуки за свою гру та була номінована на нагороду за найкращу жіночу роль на премії China TV Golden Eagle Award.
У 2009 році Ян зіграв головну роль у фентезійній драмі «Китайський паладин 3», де зіграла двох різних персонажів; Тан Сюецзянь і Сяо. Серіал став головним хітом у Китаї, а популярність Янга значно зросла.
У 2010 році Ян зіграла головну роль в екранізації класичного роману Лі Шаохуна " Сон червоних особняків " і отримала позитивні відгуки за роль Цінвен. Того ж року вона знялася у великобюджетному історичному серіалі «Суперниця красуні в палаці», отримавши визнання за роль холодної вбивці.

### 2011—2016: Прорив і успіх у масовій тенденції
У 2011 році Ян здобула широку популярність завдяки ролі головної героїні, яка подорожує в часі, в хітовій історичній романтичній драмі « Палац» (2011). Її визнали найпопулярнішою актрисою на 17-му Шанхайському телевізійному фестивалі. Головна пісня драми під назвою «In Support of the Love» у виконанні Яна також стала хітом і виграла найкращу музичну пісню (OST) на 6-й церемонії вручення премії Huading. Того ж року вона знялася у фільмі жахів " Таємничий острів ", який зібрав у прокаті понад 70 мільйонів юанів і став найуспішнішим фільмом жахів у Китаї.
Компанія Mei Ah Entertainment оголосила про виробництво чотирьох індивідуальних фільмів («Ву Данг», " Китайська принцеса Турандот ", "Шукач вітру " та « Кладовище метеликів») для Янга із загальними інвестиціями в 300 мільйонів юанів для чотирьох фільмів завдяки касовому успіху " Таємничого ". Острів. Проте фільми не виправдали успіху " Таємничого острова ", і Ян була названа найбільш розчаровуючою актрисою на церемонії вручення премії «Золота мітла» за її роль у фільмі " Ву Дан ".
У 2012 році Ян зіграв головну роль у «Пекінській історії кохання» - сучасній романтичній драмі режисера Чена Січена ; там вона зіграла гордого золотошукача. Серіал став хітом, і Ян отримала нагороду «Найпопулярніша актриса» на 9-му китайському телевізійному фестивалі «Золотий орел». Того ж року вона знялася у фільмі "Розфарбована шкіра: Воскресіння ", продовженні популярного фентезі-фільму Гордона Чана " Розфарбована шкіра " 2008 року.
Тоді було оголошено, що Ян зіграє головного героя Лінь Сяо в серії фільмів «Крихітні часи», заснованому на однойменному бестселері Го Цзінміна. Перші дві частини фільму були випущені в 2013 році, а наступні частини вийшли в 2014 і 2015 роках. Незважаючи на негативні фільми, " Крихітні часи " мав приголомшливий успіх у прокаті. Також у 2013 році Ян вперше взяла на себе роль телевізійного продюсера з веб-серіалом V Love.
У 2014 році Ян знялася в комедійному фільмі "Гуру розриву " режисера Ден Чао. Фільм зібрав 180 мільйонів юанів за перший тиждень і став одним із найкасовіших фільмів у Китаї того року. Потім вона зіграла головну роль у фантастичній бойовій драмі «Мечі легенд» у ролі головної жіночої ролі Фен Цінсю. Драма мала комерційний успіх, перевищила телевізійні рейтинги та стала найпопулярнішою китайською драмою в Інтернеті на той час.
У 2016 році Ян знявся в сучасній драмі "Тлумач ", прем'єра якої відбулася на Hunan TV. Серіал мав величезний успіх і став найрейтингованішою драмою 2016 року. Вона також знялася в фантастичному анімаційному фільмі LORD: Legend of Ravaging Dynasties, знятому режисером Tiny Times Го Цзінміном.

### 2017–нині: Визнання критиків
У 2017 році Ян зіграв головну роль у фільмі «Вічне кохання», адаптованому за романом сянься «Три життя, три світи, десять миль цвітіння персиків» Танці Гонцзі. Фентезійно-романтична драма мала масовий хіт як на місцевому, так і на міжнародному рівнях, і Янг отримала визнання за свою акторську гру в драмі. Потім вона зіграла головну роль у науково-фантастичному трилері " Перезавантаження ", знятому Джекі Чаном, що привело її до перемоги в номінації «Найкраща актриса» на 50-му міжнародному кінофестивалі WorldFest у Х'юстоні. Потім Ян зіграв головну роль у фільмі Wuxia « Братство клинків II: Пекельне поле битви» разом із Чанг Ченом як художник. Вона посіла третє місце в рейтингу Forbes China Celebrity 100 за рік, що є її найвищим рейтингом.
У 2018 році Ян зіграв головну роль у " Переговорнику ", сучасній робочій драмі, яка розповідає про професію переговорників. Потім Ян став хедлайнером фантастичної пригодницької драми «Легенда про Фуяо». Ян повернувся на великий екран із фільмом " Дитина " режисера Лю Цзе, який розповідає про жінку, яку покинули батьки через серйозні вроджені вади, та про її боротьбу як дорослого, щоб спробувати врятувати дитину в тій самій ситуації. Вона отримала схвальні відгуки за образ крихкої, виснаженої жінки з робітничого класу, яка передчасно постаріла через погане здоров'я та бідність. Того ж року її взяли на роль у фантастичному фільмі " Вбивця в червоному " режисера Лу Яна ; де вона грала б роль антагоніста.

## Особисте життя
На початку 2012 року Ян Мі розповіла про свої стосунки з гонконгським актором і співаком Хавіком Лау через свій Weibo. У листопаді 2013 року вона оголосила про заручини. Ян Мі та Хавік Лау одружилися на Балі, Індонезія, 8 січня 2014 року
1 червня 2014 року вона народила їхню спільну доньку Ноемі Лау в госпіталі адвентистів Гонконгу, Гонконг.
22 грудня 2018 року Ян Мі та Хавік Лау оголосили про своє розлучення у спільній заяві, опублікованій китайською розважальною та медіакомпанією Jiaxing Media.

### Політика
25 березня 2021 року Yang Mi розірвав відносини з Adidas після того, як кілька компаній, включаючи бренд, оголосили про своє рішення не використовувати бавовну з регіону Сіньцзян через занепокоєння уйгурською примусовою працею. Цей вчинок підтримали більшість інших китайських знаменитостей.

### Соціальні меражі
Станом на червень 2021 року Ян Мі має понад 110 мільйонів підписників на Weibo, що робить її однією з найбільш популярних знаменитостей на китайській платформі мікроблогів.

## Фільмографія

### Фільми
| Рік  | Назва                                              | Назва оригіналу   | Роль                      | Примітка | Ref.   |
| ---- | -------------------------------------------------- | ----------------- | ------------------------- | -------- | ------ |
| 1992 | Король жебраків                                    | 武状元苏乞儿      | Дочка жебрака Со          | Камео    | [ 8 ]  |
| 1993 | Лихоліття героїв                                   | 英雄劫            | Дочка пана Су             |          | [ 62 ] |
| 1997 | Співачка                                           | 歌手              | Двоюрідний брат Сяося     |          |        |
| 2007 | Двері                                              | 门                | Веньсінь                  |          | [ 63 ] |
| 2011 | Таємничий острів                                   | 孤岛惊魂          | Шень Ілінь                |          | [ 23 ] |
| 2011 | Схід зустрічається із Заходом 2011                 | 东成西就2011      | Ян Мі                     | Камео    | [ 64 ] |
| 2012 | Все добре, добре закінчується 2012                 | 八星抱喜          | Чень Сісі                 |          | [ 65 ] |
| 2012 | Ідеальна двійка                                    | 新天生一对        | Фан Цзявей                |          | [ 66 ] |
| 2012 | Кохання в Буфе                                     | 春娇与志明        | Shang Youyou              |          | [ 67 ] |
| 2012 | На моєму шляху                                     | 跑出一片天        | Се Цзи                    | Камео    | [ 68 ] |
| 2012 | Розмальована шкіра: Воскресіння                    | 画皮II            | Que'er                    |          | [ 29 ] |
| 2012 | Ву Данг                                            | 大武当之天地密码  | Тяньсінь                  |          | [ 69 ] |
| 2012 | Куля зникає                                        | 消失的子弹        | Сяо Юньке                 |          | [ 70 ] |
| 2012 | Холдинг любові                                     | Hold住愛          | Чжоу Цзін                 |          | [ 71 ] |
| 2012 | Все для кохання                                    | 三个未婚妈妈      | Сяо Ма                    | Камео    | [ 72 ] |
| 2013 | Крихітні часи                                      | 小时代            | Лінь Сяо                  |          | [ 30 ] |
| 2013 | Крихітні часи 2                                    | 小时代2：青木时代 | Лінь Сяо                  |          | [ 31 ] |
| 2013 | Порятунок мами-робота                              | 玛德2号           | Вчитель початкових класів | Камео    | [ 73 ] |
| 2014 | Снігова квітка                                     | 大寒桃花开        | Таохуа Кай                |          | [ 74 ] |
| 2014 | Гуру розриву                                       | 分手大师          | Є Сяочунь                 |          | [ 36 ] |
| 2014 | Крихітні часи 3                                    | 小时代3：刺金时代 | Лінь Сяо                  |          | [ 32 ] |
| 2015 | Ти моє сонечко                                     | 何以笙箫默        | Чжао Мошен                |          | [ 75 ] |
| 2015 | Крихітні часи 4                                    | 小时代4：灵魂尽头 | Лінь Сяо                  |          | [ 33 ] |
| 2015 | Закохані міста                                     | 恋爱中的城市      | Цзи Тун                   |          | [ 76 ] |
| 2015 | Свідок                                             | 我是证人          | Лу Сяосін                 |          | [ 77 ] |
| 2015 | Закохайся як зірка                                 | 怦然星动          | Тянь Сінь                 |          | [ 78 ] |
| 2016 | Панда Кунг-Фу 3                                    | 功夫熊猫3         | Мей Мей (голос)           |          | [ 79 ] |
| 2016 | ЛОРД: Легенда про руйнівні династії                | 爵迹              | Шень Інь                  |          | [ 43 ] |
| 2017 | Скинути                                            | 逆时营救          | Ся Тянь                   |          | [ 47 ] |
| 2017 | Brotherhood of Blades II: The Infernal Battlefield | 绣春刀·修罗战场   | Бей Чжай                  |          | [ 50 ] |
| 2018 | Дитина                                             | 宝贝儿            | Цзян Мен                  |          | [ 55 ] |
| 2019 | Звільнення                                         | 解放了            | Хе Сюпінь                 | Камео    | [ 80 ] |
| 2021 | Битва світів                                       | 刺杀小说家        | Ту Лінг                   |          | [ 57 ] |